# Portada/article maig 8

## Arbre del pa
L'arbre del pa (Artocarpus altilis) és una espècie que pertany al gènere Artocarpus, dins la tribu de les artocàrpies, de la família de les moràcies, amb centenars de varietats d'arbres distribuïdes del sud-est asiàtic (Filipines i Indonèsia) a la Polinèsia, passant per totes les terres d'Oceania. L'acció de l'home ha distribuït l'espècie per totes les àrees tropicals del planeta, especialment la zona antillana. L'espècie més coneguda és Artocarpus altilis o arbre del pa pròpiament dit. Aquesta espècie, juntament amb el kathal (Artocarpus heterophyllus), és la més cultivada del gènere arreu del món.
L'arbre del pa pot arribar a alçades tan considerables com 21 m en plena maduresa, encara que és més comú que oscil·li entre els dotze i quinze metres. El tronc pot tenir un diàmetre màxim de dos metres. Un làtex lletós i blanc és present arreu de l'arbre.